# Jeremy Wood
Jeremy Wood (1976, San Francisco) és un artista britànic. Llicenciat en belles arts per la Universitat de Derby, va fer un màster en belles arts a la Central Saint Martins de Londres. Actualment viu i treballa a Oxfordshire (Anglaterra). Wood és artista i cartògraf, pioner en el dibuix amb GPS, tecnologia que utilitza per investigar les qualitats expressives del rastreig digital dels moviments diaris. El seu treball uneix les arts i les ciències mitjançant l'ús del dibuix i la tecnologia per traçar una cartografia personal.